# Arvsynd

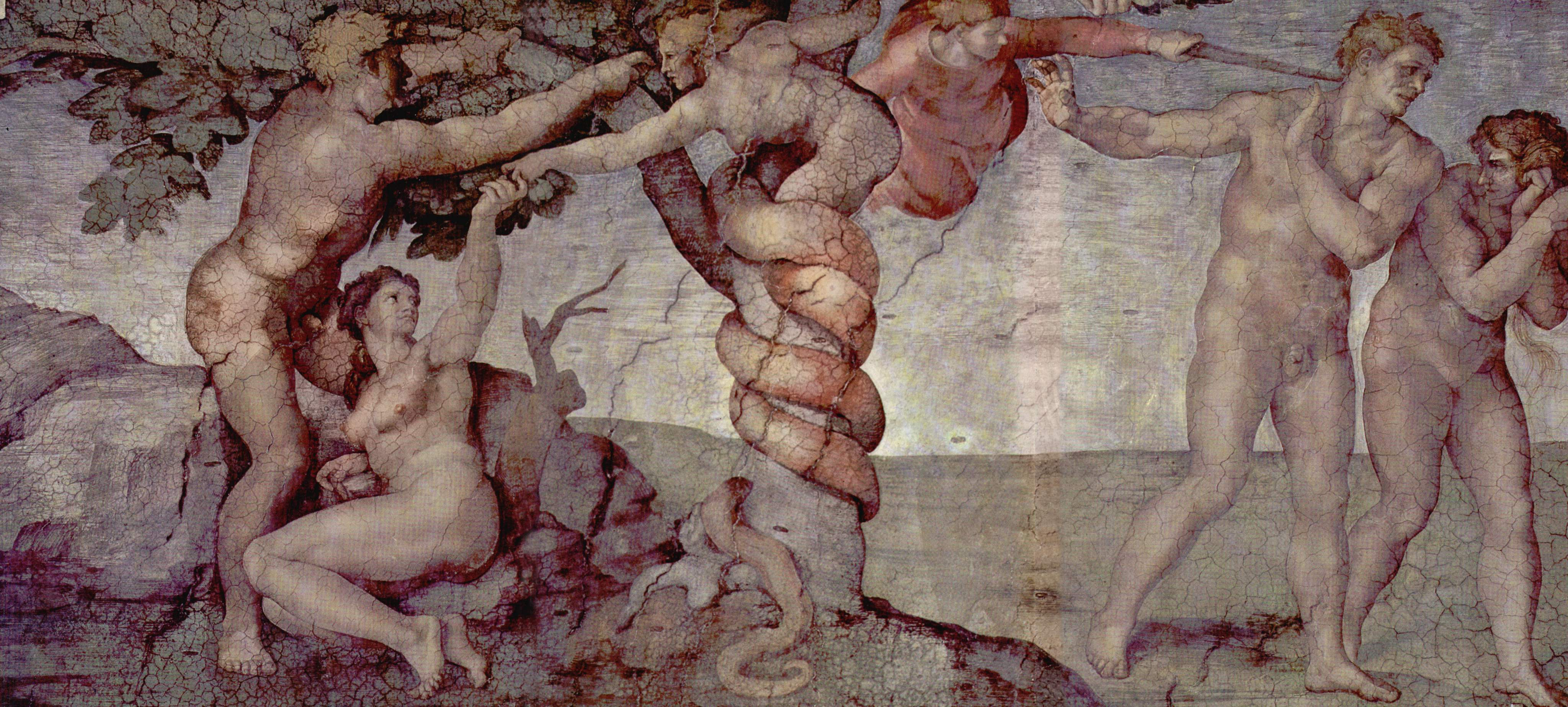
Syndafallet och förvisningen ur Edens lustgård, en freskomålning av Michelangelo i Sixtinska kapellets tak.

Arvsynd är ett begrepp inom vissa inriktningar av kristen teologi. Begreppet används för att beteckna uppfattningen att människan ärver Adams synd och därför redan från födseln står i skuld till Gud och är hemfallen åt döden. Begreppet används inte i Bibeln, men hänsyftar till att enligt aposteln Paulus (Romarbrevet 5) har Adams syndafall medfört att döden kommit in i världen, något som först har återställts genom Jesus Kristus. Vidare säger Paulus att "Liksom alla dör genom Adam, så skall också alla få nytt liv genom Kristus" (Första Korinthierbrevet 15:22). 
Augustinus definierade den egentliga läran om arvsynden, enligt vilken alla människor bär på Adams skuld och är därför underkastade evigt straff, om Gud inte utvalt dem till att få del av frälsningen genom Kristus, jämför predestination. Den medeltida västkyrkan accepterade aldrig Augustinus egen tolkning, utan mildrade läran, och menade att ingen var förutbestämd till fördömelse, utan att det handlade om både människans handlande och Guds nåd.
Luther som fann mycket stöd i Augustinus lära menade att människan är ohjälpligt fallen i synd men blir frälst genom rättfärdiggörelsen av tro. Calvin skärpte detta ytterligare genom sin lära om den dubbla predestinationen. I de östliga kyrkorna har arvsyndsläran aldrig spelat en så stor roll som i de västliga. 
Arvsyndsläran innebär att människan redan som nyfödd är i ett tillstånd av synd och skuld, och måste döpas så snart som möjligt efter födseln. Nöddop är en konsekvens av denna lära. Till följd av liberalteologiska strömningar har barnets skuld emellertid tonats ned i Svenska kyrkan.
Anabaptisterna, liksom många nyare kristna rörelser såsom baptismen och pingströrelsen, tar avstånd från läran om arvsynd. Detta är en konsekvens av att man definierar synd som verksynd, det vill säga medveten och avsiktlig handling mot Gud, inte ett tillstånd som det nyfödda barnet är i. Endast personlig synd betraktas som synd. Man menar att människan inte ärver synd eller skuld, eller straff för denna, utan endast en ondskefull natur som en effekt av Adams syndafall. Skapelsen och människans natur är sedan syndafallet skadad, vilket innebär sjukdom, död och att människan inte besitter förmågan att alltid välja det som är rätt. Denna skada är emellertid inte ett straff. På grund av skadan kommer varje vuxen individ att synda.